# Cohors XX Palmyrenorum
La Cohors XX Palmyrenorum (20e Cohorte de Palmyre) était une cohorte auxiliaire de l'armée impériale romaine, une cohors equitata milliaria, un régiment mixte d'infanterie et de cavalerie, recruté à l'origine parmi les habitants de Palmyre en Syrie romaine. Composée de 1 040 soldats (800 infanterie et 240 cavaliers). Un petit nombre entre 32 et 36 éléments des forces sur dromadaire étaient rattachées à l'infanterie.
L'unité a probablement été levée à la fin du IIe siècle, lorsque Palmyre est devenue partie intégrante de l'Empire romain. Au début, elle a servi dans la province de Dacie. Au début du IIIe siècle elle est stationnée à Doura Europos. Le siège de Cohors XX Palmyrenorum était situé au temple d'Artemis Azzanathkona à côté du Prétoire.